# Дальневосточный завод «Звезда»
Дальневосточный завод «Звезда» — российское судостроительное и судоремонтное предприятие, находящееся в городе Большой Камень Приморского края.
Ведущее предприятие по ремонту подводных лодок Тихоокеанского флота и единственное на Дальнем Востоке, специализирующееся на ремонте, переоборудовании и модернизации атомных подводных лодок.

## История
В ноябре 1945 года Совнарком принял решение о строительстве судоремонтного завода № 892 в бухте Большой Камень на тихоокеанском побережье СССР. Проектирование началось после выхода 9 июня 1946 года соответствующего приказа Министра судостроительной промышленности. Руководил строительством представитель Дальзавода Феодосий Максимович Русецкий.
3 декабря 1954 года вступил в строй первый производственный цех. На начальном этапе предприятие занималось ремонтом гражданских и вспомогательных военных судов.
С 1957 года завод начинает ремонтировать и переоборудовать подводные лодки, сперва дизельные, а
с 1962 года — и атомные.
Основной задачей предприятия становится поддержание боеготовности кораблей Тихоокеанского флота.
Вплоть до 1990-х шло строительство заводских сооружений: введены в строй два эллинга, док-камера, передаточный док, стояночные причалы.
С 1989 года ведутся работы по утилизации атомных подводных лодок.
С 2000 года начаты работы, связанные с освоением Сахалинского шельфа.
6 ноября 2008 года предприятие было преобразовано в акционерное общество, 100 % акций которого принадлежат государству.

## Санкции
В апреле 2022 года, из-за вторжения России на Украину, завод «Звезда» попал под санкции США. 19 октября 2022 года — под санкции Украины.

## Современное состояние

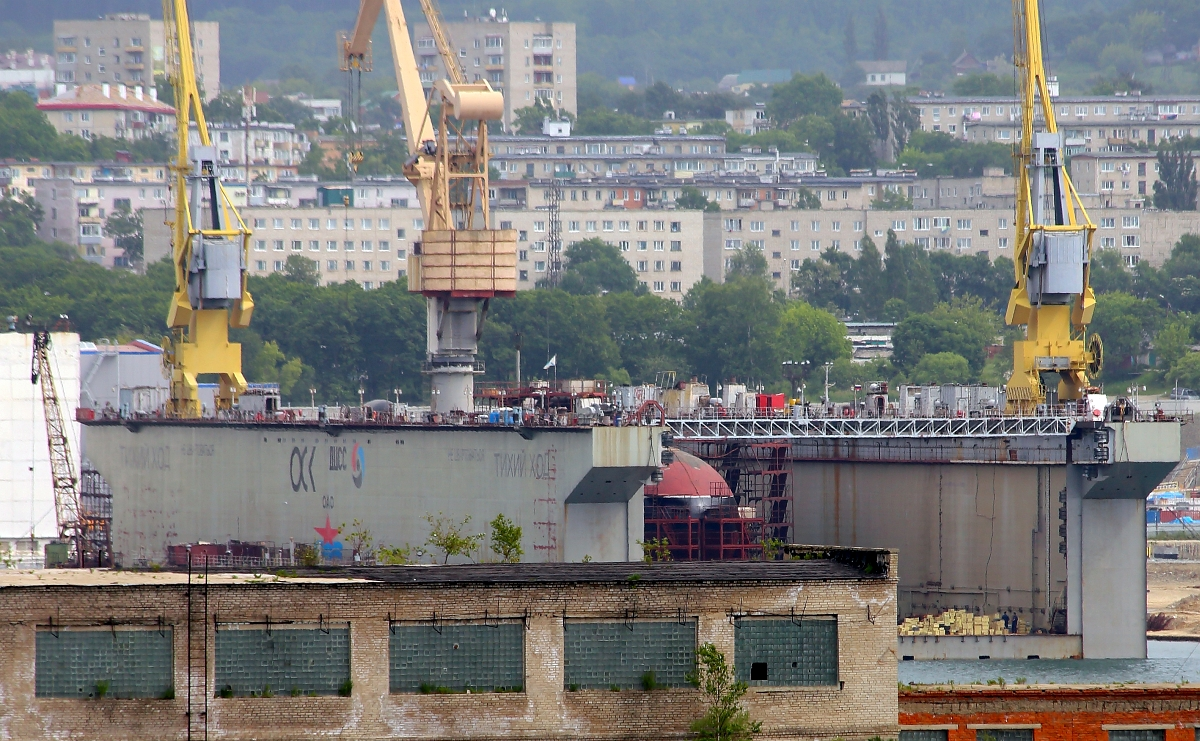
К-419 «Кузбасс» в доке ДВЗ «Звезда», 27 июня 2015 г.

В конце 2010-х годов начата масштабная реконструкция сооружений и мощностей завода; программа реконструкции рассчитана до 2022 года. Стоимость проекта оценивается в 41,7 млрд руб., из них 20,85 млрд руб. выделит Минпромторг и 20,85 млрд руб. «Роснефть». 

Для компенсации территорий, занятых ССК «Звезда», ДВЗ передают оставшуюся после строительства ССК часть территории завода судового оборудования «Восток» (бывший филиал Амурского судостроительного завода) и намывают искусственную территорию в акватории бухты Большой Камень, которая соединит территорию ДВЗ с бывшими территориями «Востока».

## Руководители предприятия
- Лебедев, Степан Иванович
- Кушлин, Владимир Иванович
- Долгов, Вениамин Павлович
- Маслаков, Валерий Александрович
- Шульган, Юрий Петрович
- Рассомахин, Андрей Юрьевич
- Аверин, Владимир Николаевич
- Фильчёнок, Юрий Анатольевич
- Логинов, Олег Геннадьевич
- Горяйнов, Владимир Владимирович
- Сиденко Олег Борисович
- Титов Андрей Александрович

## Происшествия
Утром 16 сентября 2013 года на АПЛ «Томск» при выполнении работ по монтажу цистерны главного балласта возник пожар. В результате возгорания межкорпусного теплозвукоизоляционного материала в пространстве между лёгким и прочным корпусом подводная лодка частично утратила функциональность. Пострадало 15 военнослужащих, все они были направлены на лечение в военно-морской клинический госпиталь.